# I liga brazylijska w piłce nożnej (2015)
Campeonato Brasileiro Série A w roku 2015 był czterdziestym czwartym sezonem rozgrywek o mistrzostwo Brazylii. Mistrzem Brazylii zostało SC Corinthians Paulista, natomiast wicemistrzem Brazylii zostało Atlético Mineiro. Królem strzelców rozgrywek został Ricardo Oliveira z Santos FC.

## Tabela końcowa
| #   | Drużyna        | M  | Z  | R  | P  | Bramki | Punkty | Uwagi                            |
| --- | -------------- | -- | -- | -- | -- | ------ | ------ | -------------------------------- |
| 1.  | Corinthians    | 38 | 24 | 9  | 5  | 71:31  | 81     | Copa Libertadores – Faza Grupowa |
| 2.  | Atletico-MG    | 38 | 21 | 6  | 11 | 65:47  | 69     | Copa Libertadores – Faza Grupowa |
| 3.  | Gremio         | 38 | 20 | 8  | 10 | 52:32  | 68     | Copa Libertadores – Faza Grupowa |
| 4.  | São Paulo      | 38 | 18 | 8  | 12 | 53:47  | 62     | Copa Libertadores – Kwalifikacje |
| 5.  | Internacional  | 38 | 17 | 9  | 12 | 39:38  | 60     |                                  |
| 6.  | Sport Recife   | 38 | 15 | 14 | 9  | 53:38  | 59     |                                  |
| 7.  | Santos         | 38 | 16 | 10 | 12 | 59:41  | 58     |                                  |
| 8.  | Cruzeiro       | 38 | 15 | 10 | 13 | 44:35  | 55     |                                  |
| 9.  | Palmeiras      | 38 | 15 | 8  | 15 | 60:51  | 53     |                                  |
| 10. | Atletico-PR    | 38 | 14 | 9  | 15 | 43:48  | 51     |                                  |
| 11. | Ponte Preta    | 38 | 13 | 12 | 13 | 41:40  | 51     |                                  |
| 12. | Flamengo       | 38 | 15 | 4  | 19 | 45:53  | 49     |                                  |
| 13. | Fluminense     | 38 | 14 | 5  | 19 | 40:49  | 47     |                                  |
| 14. | Chapecoense-SC | 38 | 12 | 11 | 15 | 34:44  | 47     |                                  |
| 15. | Coritiba       | 38 | 11 | 11 | 16 | 31:42  | 44     |                                  |
| 16. | Figueirense    | 38 | 11 | 10 | 17 | 36:50  | 43     |                                  |
| 17. | Avai           | 38 | 11 | 9  | 18 | 38:60  | 42     | Spadek do Serie B                |
| 18. | Vasco          | 38 | 10 | 11 | 17 | 28:54  | 41     | Spadek do Serie B                |
| 19. | Goias          | 38 | 10 | 8  | 20 | 39:49  | 38     | Spadek do Serie B                |
| 20. | Joinville      | 38 | 7  | 10 | 21 | 26:48  | 31     | Spadek do Serie B                |

Aktualne na 17 września 2017. Źródło:https://www.flashscore.pl/pilka-nozna/brazylia/serie-a-2015/tabela/
Zasady ustalania kolejności: 1. liczba zdobytych punktów; 2. różnica zdobytych bramek; 3. większa liczba zdobytych bramek.